# ミカエル1世コムネノス・ドゥーカス

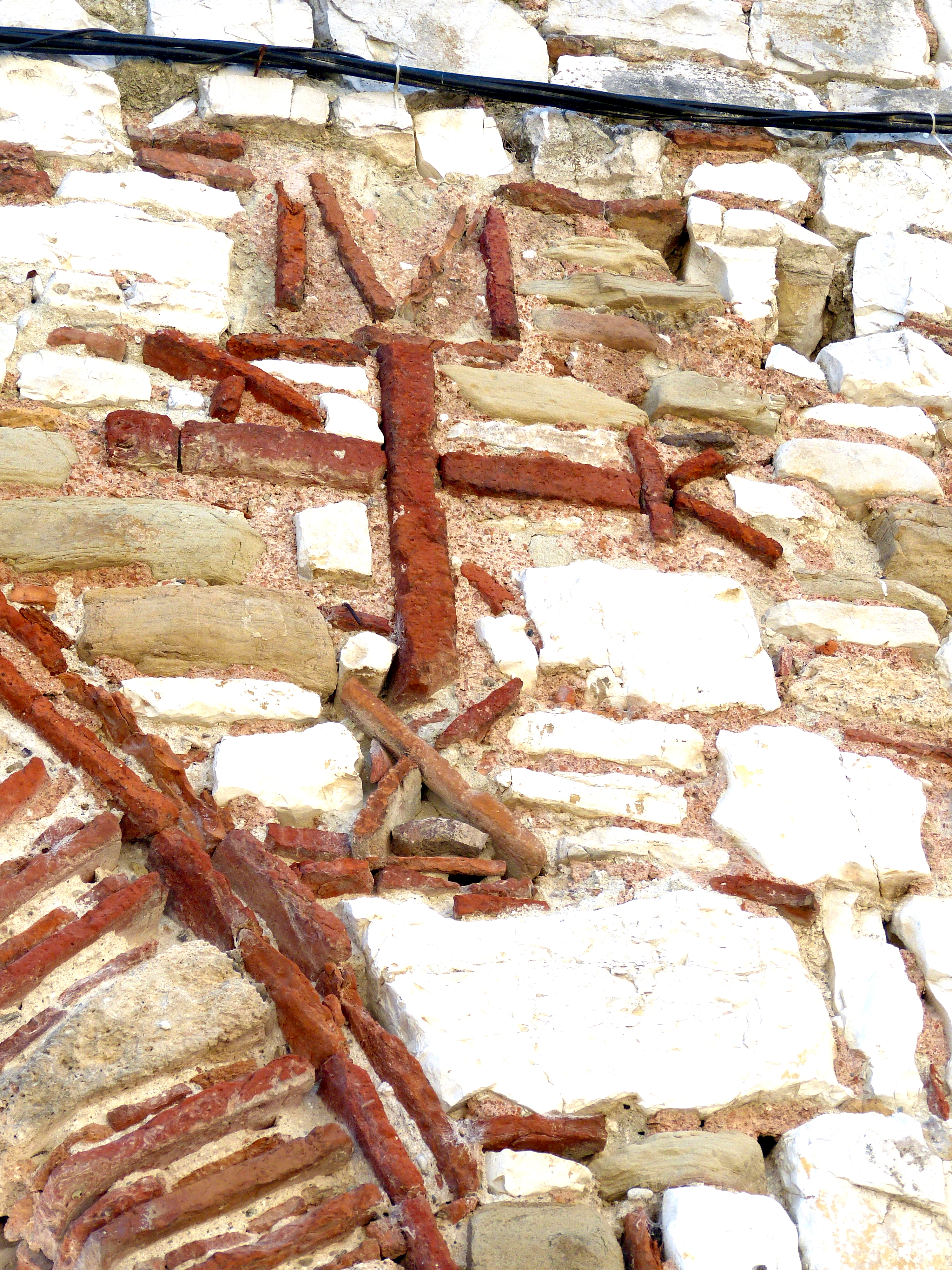
ベラト城城壁にあるミカエル1世のモノグラム

ミカエル1世コムネノス・ドゥーカス（Μιχαήλ Άγγελος Κομνηνός Δούκας, Michael Angelos Komnenos Doukas, 1170年頃 - 1215年）は、エピロス専制侯国の初代専制公（在位：1205年 - 1215年）。
尊厳公（セバストクラトル）・ヨハネス・アンゲロス・ドゥーカスの庶子。父ヨハネスは東ローマ帝国皇帝イサキオス2世・アレクシオス3世の父アンドロニコス・アンゲロスの兄弟であり、したがってミカエルは両帝の従兄弟という親族関係となる。

## 生涯
1204年、第4回十字軍の攻撃を受けて東ローマ帝国が滅びると、ミカエル1世は一時、テッサロニキ王国のボニファチオに仕えた。翌年、ギリシャ西岸にあるアルタを本拠地として独立国・エピロス専制侯国を建国した。ミカエルの専制公称号は彼が独自に名乗ったものであり、それまでの専制公のように皇帝から与えられたものではなかった。
その後はラテン帝国からコンスタンティノポリス奪還を目指し、ギリシャ人のラテン帝国への抵抗を指導した。ミカエル1世はラテン帝国との戦いを優勢のうちに進め、1215年にはコリントス湾からアルバニアに至る西北ギリシアを支配し、バルカン半島に一大勢力を築き上げた。しかし同年、ミカエル1世は暗殺されてしまった。